# Dasiops penealbiceps
Dasiops penealbiceps är en tvåvingeart som beskrevs av Mcalpine 1964. Dasiops penealbiceps ingår i släktet Dasiops och familjen stjärtflugor. Inga underarter finns listade i Catalogue of Life.